# Duvalia immaculata
Duvalia immaculata är en oleanderväxtart som först beskrevs av Lückh., och fick sitt nu gällande namn av Johann Nepomuk Bayer och Leach. Duvalia immaculata ingår i släktet Duvalia och familjen oleanderväxter. Inga underarter finns listade i Catalogue of Life.